# Chris-Craft Boats
Chris-Craft Boats var en amerikansk båttillverkare, som grundades 1922 som Chris Smith & Sons Boat Company i Algonac i Michigan. Företaget bytte 1930 namn till Chris-Craft Boats. Det är känt för sina motorbåtar med mahognyskrov, som tillverkades fram till 1950-talet. År 1955 tillverkade Chris-Craft sin första glasfiberbåt.
Chris-Craft Boats har sitt ursprung i ett båtbyggande i Algonac, som bröderna Hank och Chris Smith startade 1890.
Tillsammans med affärsmannen John Ryan bildade Chris Smith 1910 båtvarvet Smith-Ryan Boat Company i Algonac, som - efter det att Ryan gått i konkurs - från 1913 ägdes av Smith ensam som CC Smith Boat & Engine Company. Varvet byggde 1915 för en grupp intressenter i Detroit den stora racerbåten Miss America I, vilken året därpå köptes av Garfield Wood. Denne övertog samtidigt ett majoritetsintresse i varvet, men Chris Smith fortsatte med båtbyggandet inom verksamheten.
Samarbetet mellan Chris Smith och Garfield Wood upphörde 1922. Chris Smith grundade därefter Chris Smith & Sons Boat Company i Algonac tillsammans med sina söner Jay, Bernard, Owen och Hamilton. Jay Smith tog 1927 över den verkställande ledningen i företaget, vilket 1930 omdöptes till Christ-Craft Boats. Vid denna tid utökades marknaden till medelklassen och företaget blev med serietillverkning en av de första masstillverkarna av motorbåtar.
År 1939 expanderades tillverkningen i en ny fabrik i Holland, där Chris-Craft bland annat producerade sin första lyxmodell, en 49-fots runabout. År 1941 öppnade Chris-Craft också en fabrik i Cadillac i Michigan. Under andra världskriget byggde företaget från 1942 295 landningsbåtar av Eureka-modell. Chris-Crafts båtförsäljning var som störst på 1950-talet.
Jay Smith ledde företaget till 1958, varefter det såldes av familjen Smith 1960 till National Automotive Fibers, Inc., vilket företag namnändrades 1962 till Chris-Craft Industries.

## Bildgalleri

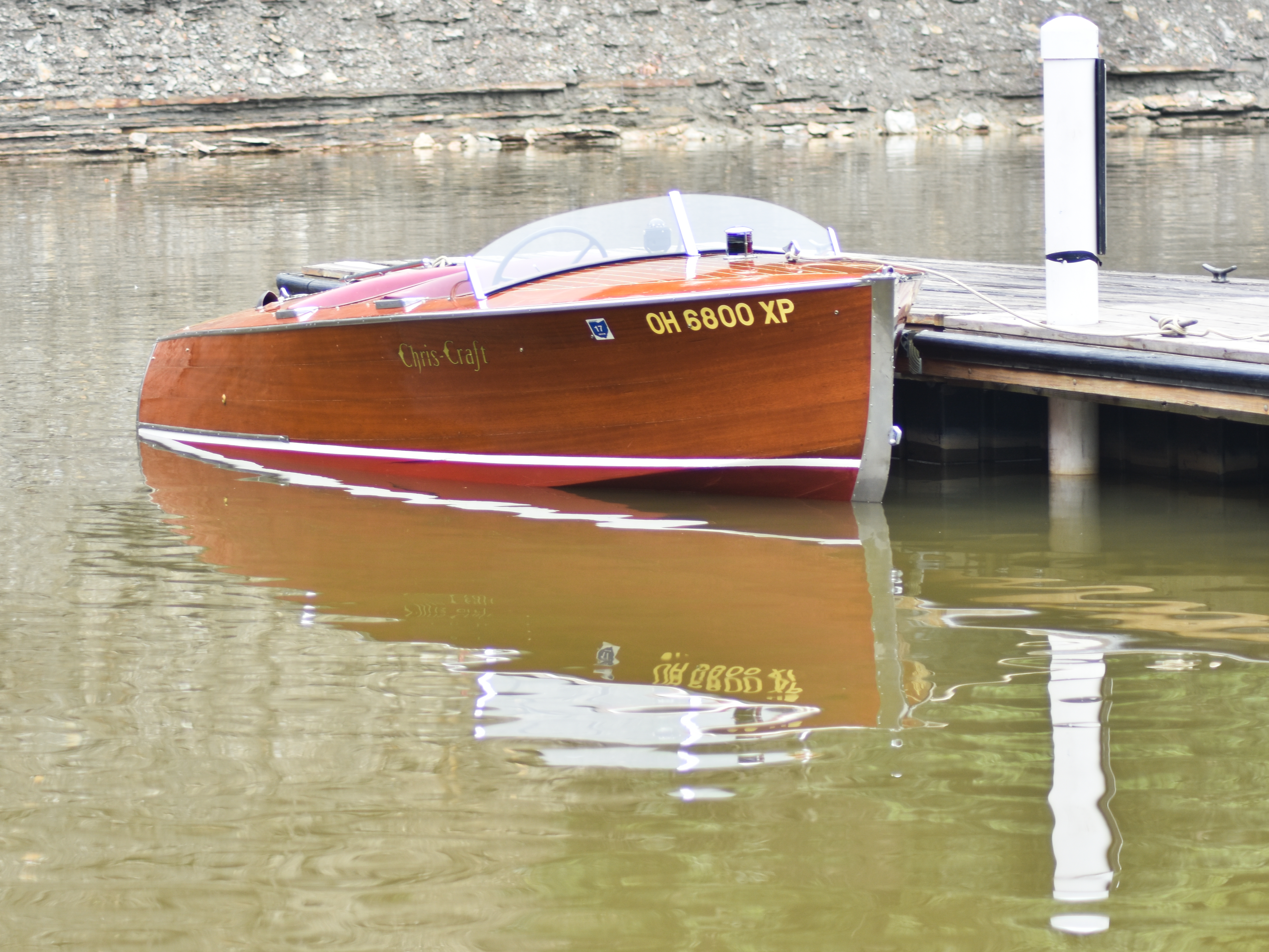
Chris-Craft från okänt årtal
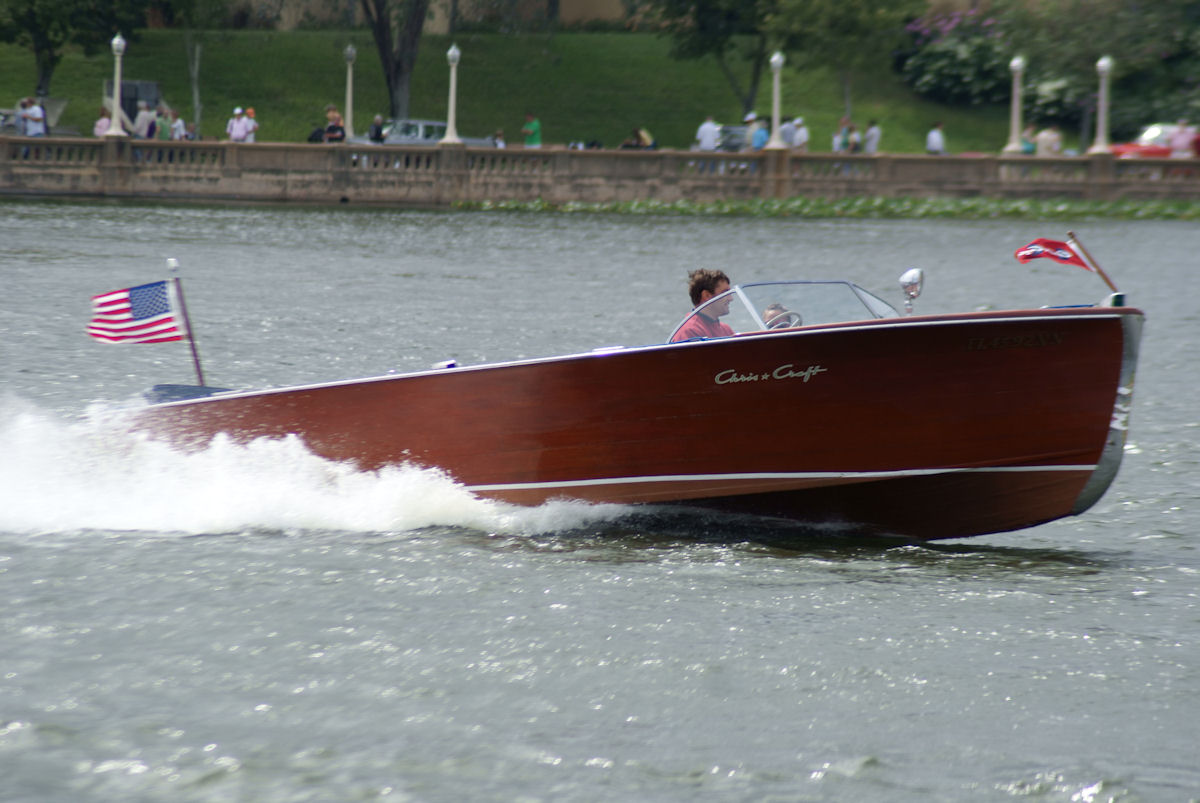
Runabout från 1945
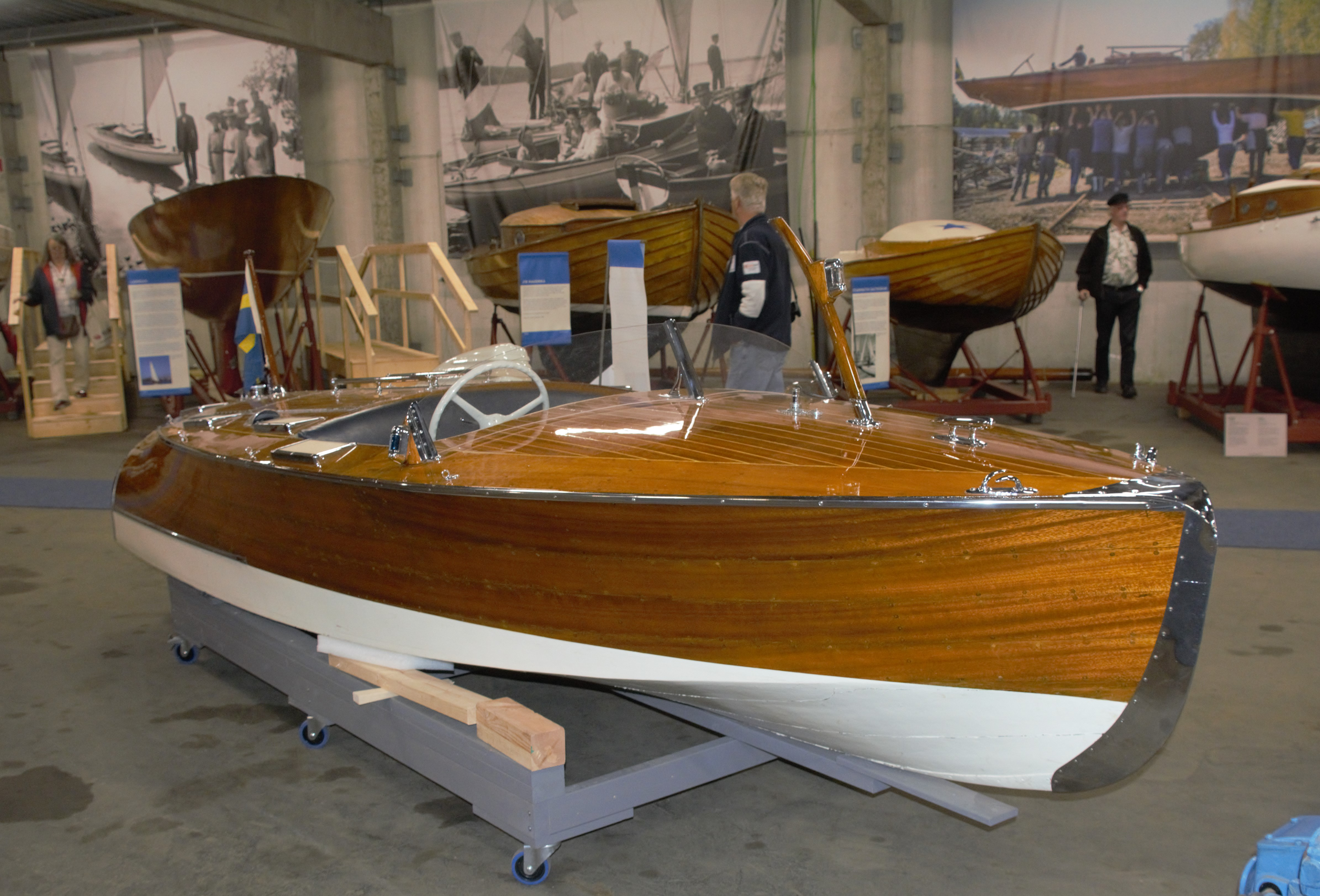
Mary-Ann, Chris.Craft från 1938, 4,86 meter lång, i Sjöhistoriska museets Båtmagasinet på Rindö
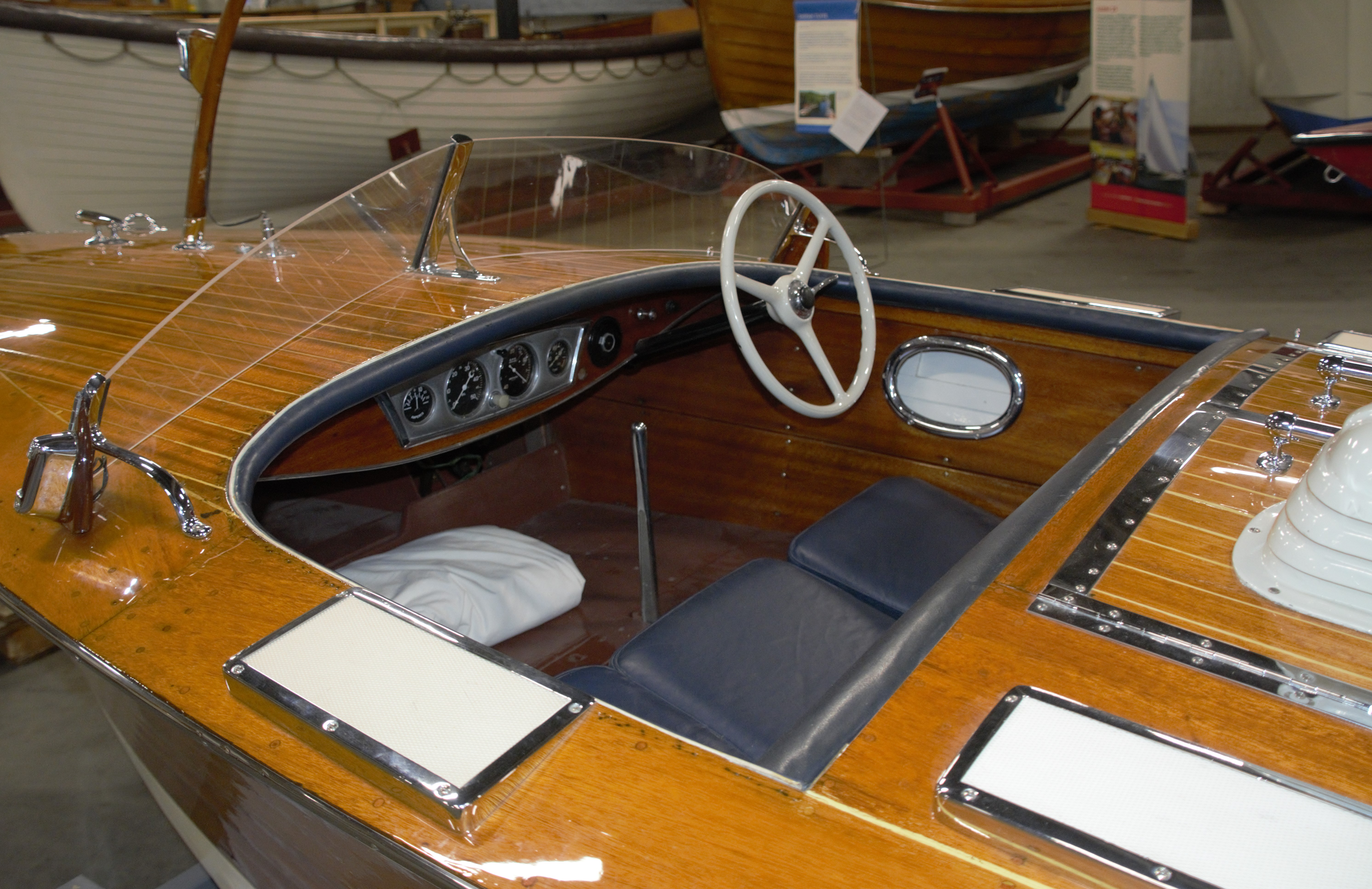
Sittbrunnen i Mary-Ann, Chris.Craft från 1938
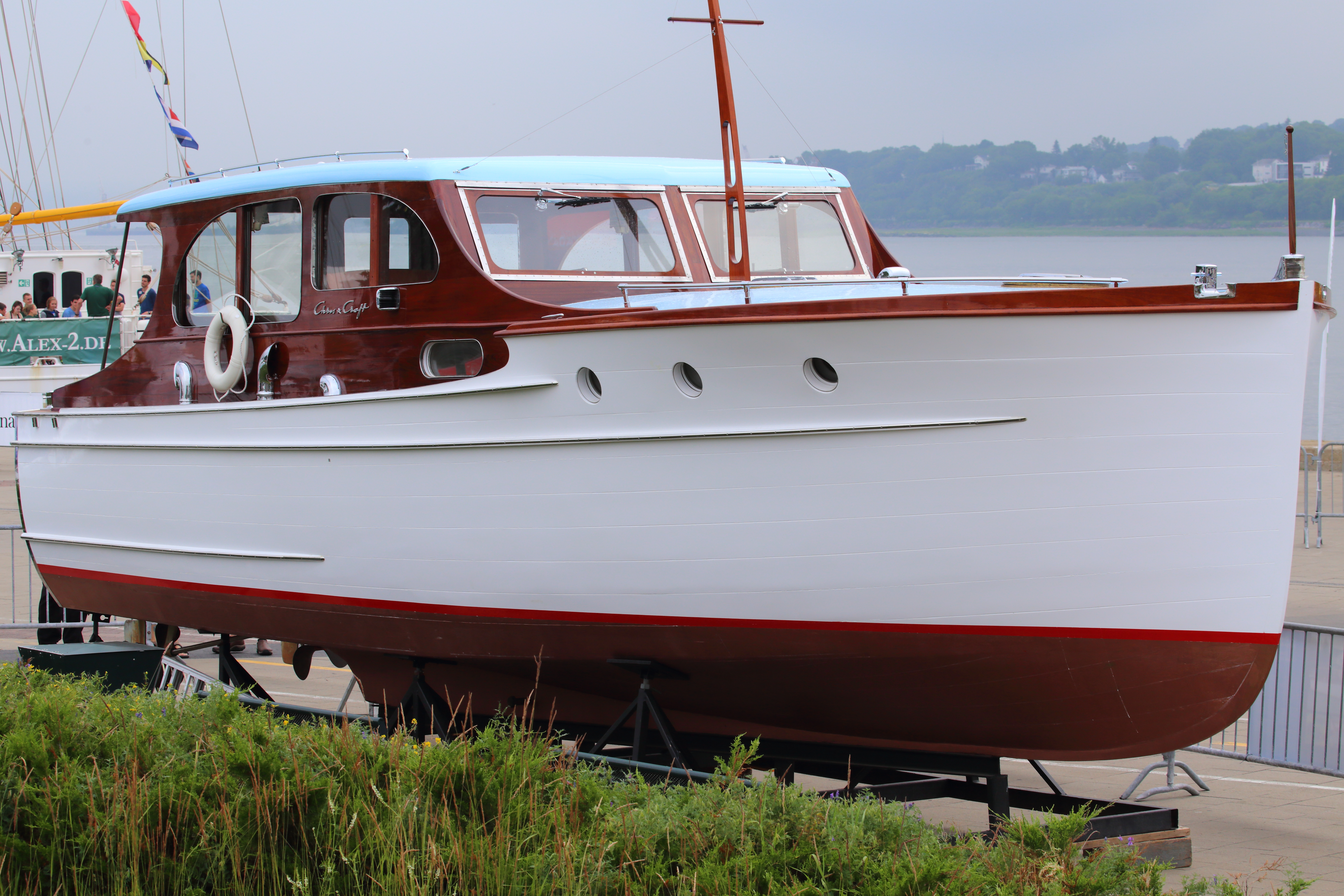
36-fots Double Stateroom Enclosed Bridge Cruiser från slutet av 1930-talet
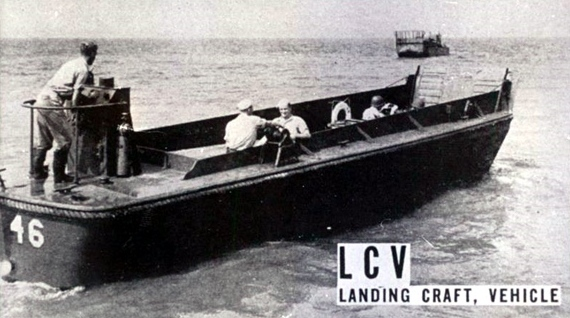
Landstigningsbåt, byggd under andra världskriget, 1943